# Андреу, Иоаннис
Иоа́ннис Андре́у (греч. Ιωάννης Ανδρέου) — греческий пловец, серебряный призёр летних Олимпийских игр 1896.
Андреу участвовал только в заплыве на 1200 м вольным стилем. С результатом 21:03,4, он занял второе место после венгра Альфреда Хайоша.